# 尼洛·哈洛宁
尼洛·哈洛宁（芬蘭語：Niilo Halonen，1940年12月25日—2025年8月17日），芬兰男子跳台滑雪运动员。他曾代表芬兰参加1960年和1964年冬季奥林匹克运动会跳台滑雪比赛，获得一枚银牌。